# Leukophyllit

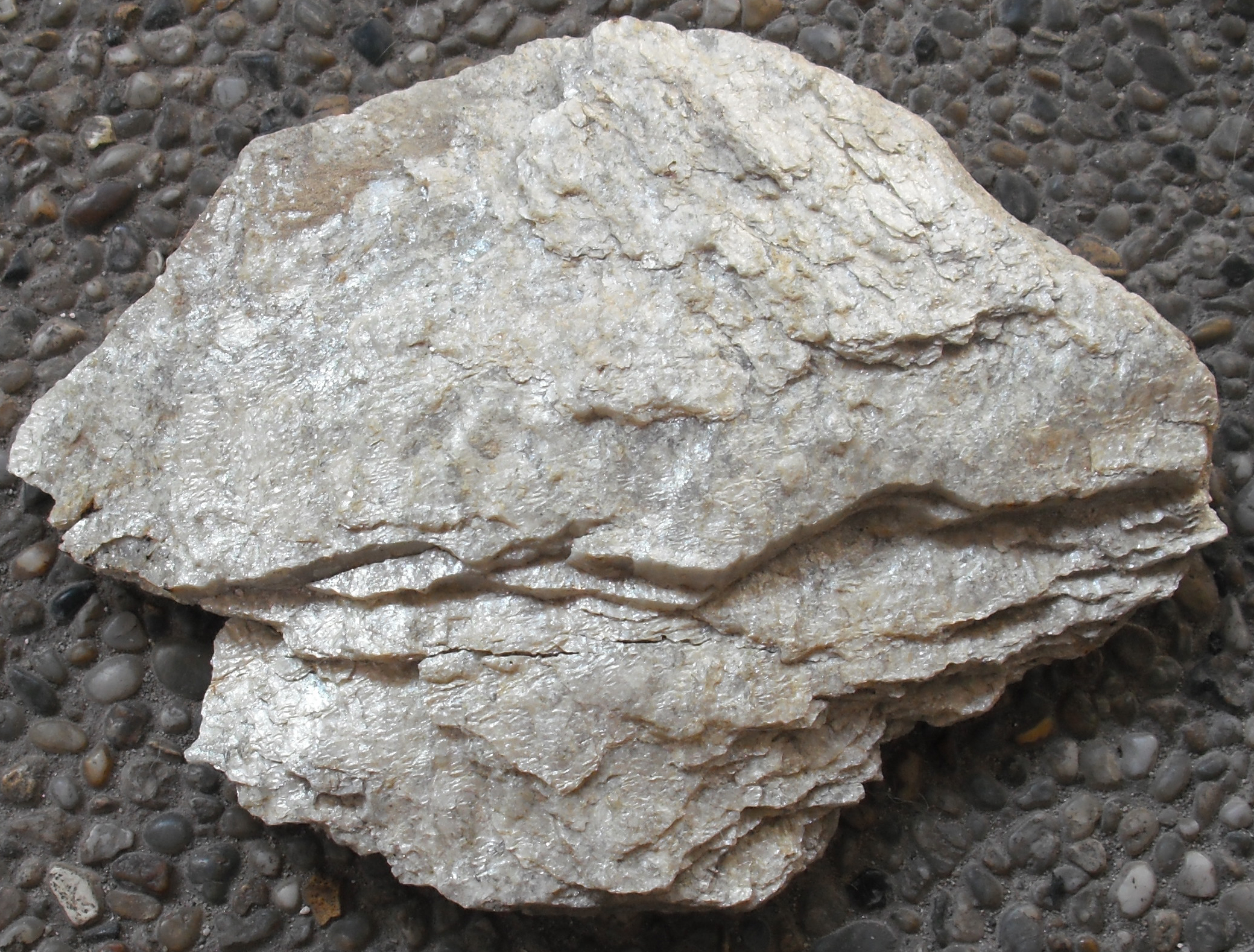
Leukophyllit, 16×13 cm

Leukophyllite (von altgriechisch λευκός leukós, deutsch ‚weiß‘ und φύλλον phýllon, deutsch ‚Blatt‘ – wörtlich „weißes Blatt“) sind eine Gruppe von hellen, ausgebleichten Phylliten unterschiedlicher Zusammensetzung, die durch hydrothermale Metasomatose entstehen. Der Name ist abgeleitet vom weiß glänzenden und dünnblättrigen Aussehen.

## Erforschungsgeschichte
Leukophyllit, auch Pyknophyllit, ist ein Gemenge aus Chlorit, Serizit und Talk. Der Name geht auf G. Starkl zurück, der das Mineralgemenge aufgrund seines weißen, blättrigen Aussehens benannte und als eigenes Mineral ansah. In der Folge wurde Leukophyllit als silikatreiches Endglied der Muskovit-Mischreihe angesehen, bevor seine Natur als Gemenge erkannt wurde. Der Name wurde seit der Erstbeschreibung auf weiße, gebleichte Gesteine ausgedehnt.

## Abgrenzung
Es handelt sich nicht um Gesteine mit einheitlicher Zusammensetzung, sondern um Umwandlungsprodukte, die aus einer Phyllitisierung und Bleichung verschiedener Ausgangsgesteine hervorgegangen sind. Die Benennung ist nicht einheitlich, man findet Leukophyllit, Weißschiefer, Kornstein oder Muskovitquarzit. Darüber hinaus ist Leukophyllit eine Handelsbezeichnung für Quarz-Muskovit-Chloritgesteine unabhängig von ihrer Entstehung.
Nicht zu verwechseln sind die Leukophyllite mit den echten Weißschiefern, einem seltenen metamorphen Gestein, das unter hohem Druck und hohen Temperaturen entsteht.

## Eigenschaften
Leukophyllite sind helle, feinschiefrige Gesteine, die aus einem Gemenge von Quarz und Muskovit bestehen und untergeordnet Chlorit, Disthen, Apatit und Zirkon enthalten. Der Quarz kann in kleinen Kügelchen von mehreren Millimetern Durchmesser enthalten sein.

## Wirtschaftliche Bedeutung
Leukophyllite finden Verwendung in der Farben- und Lackindustrie als Rostschutz und Deckkraftverstärker, zur Erleichterung der Verteilung und Verbesserung der Witterungsbeständigkeit.